# Arsi oromo
Arsi oromo (även arussi, arusi) är en etnisk grupp och är en av många undergrupper till oromo. Oromo kallades tidigare galla eller gallas, ett namn som nu anses nedsättande. De bor i Oromiaregionen i Etiopien, främst i de administrativa zonerna Arsi, Mirab Arsi och Bale, såväl som i distriktet Adami Tullu och Jido Kombolcha i Misraq Shewa. De talar oromo och de delar kultur, traditioner och identitet med andra oromogrupper.

## Historia
Under 1500-talet emigrerade oromo från de södra delarna av Etiopien norrut i de stora oromomigrationerna vilket ledde till att arsi kom till sina nuvarande områden och kunde etablera sig. Stora delar av den lokala muslimska befolkningen assimilerades.
I början av det tidiga 1600-talet styrdes arsis land formellt av emiratet Harar, men emiratet förlorade gradvis kontrollen under de följande århundradena och arsi kunde därför leva relativt självständigt. De gjorde hårt motstånd när den etiopiske kejsaren Menelik II genomförde flera angrepp under 1880-talet men slutligen besegrades de 1886. De utsattes för flera övergrepp, bland annat förekom amputation av männens händer och kvinnornas bröst. På 1940-talet anslöt sig arsi samt folket i Bale till Harari Kulub-rörelsen vilka var allierade med Somali Youth League. De motsatte sig den kristna dominansen i området.